# Ballidu
Ballidu is een plaats in de regio Wheatbelt in West-Australië. Het ligt 217 kilometer ten noordoosten van Perth, 128 kilometer ten noorden van Northam en 34 kilometer ten noorden van Wongan Hills.

## Geschiedenis
Ten tijde van de Europese kolonisatie leefden de Balardong Nyungah in de streek.
In 1836, zeven jaar na de stichting van de kolonie aan de rivier de Swan, ontdekte John Septimus Roe de streek. Tot het begin van de 20e eeuw waren de enige witten die de streek bezochten sandelhoutsnijders en de schapenhoeders van de abdij van New Norcia. In 1911 werd de spoorweg die door de streek liep geopend. Ballidu werd in 1914 officieel gesticht. De naam is voort gekomen uit een compromis tussen de voorstellen van het 'Department of Lands & Surveys' en de lokale bevolking. De ambtenaren wilden het dorp Duli noemen naar de nabijgelegen 'Duli Rockhole' en de lokale bevolking 'Balli Balli' naar een nabijgelegen kwel. Het woord 'bal-lee' is van afkomst Aborigines en zou in een zuidwestelijk dialect iets als "langs deze zijde", "langs hier" of "in deze richting" hebben betekend.
In 1920 werd een gemeenschapszaal, de 'Agricultural Hall', geopend. Er werd les gegeven tot in 1924 een schooltje werd geopend. In 1922 werd in Ballidu een postkantoor/winkel en een hotel gebouwd. Vanaf 1926 diende het postkantoor ook als telefooncentrale. In 1928 verving een stenen bankgebouw het voorlopige houten gebouw.
De 'Agricultural Hall' werd in 1929 vervangen door een nieuwe gemeenschapszaal, de 'Ballidu Hall'. Totdat de eerste kerk werd recht getrokken, werd de zaal gebruikt om misvieringen te verzorgen. Er werden ook films vertoond. Op 5 november 1959 opende de katholieke 'Holy Family Church' haar deuren.

## 21e eeuw
Ballidu maakt deel uit van het landbouwdistrict Shire of Wongan-Ballidu. Het is een verzamel- en ophaalpunt voor de oogst van de graanproducenten uit de streek die bij de Co-operative Bulk Handling Group zijn aangesloten.
In 2021 telde Ballidu 58 inwoners tegenover 82 in 2006.
Ballidu heeft een basisschool en een gemeenschapszaal.

## Transport
Ballidu ligt langs de Northam-Pithara Road die de Great Northern Highway met de Great Eastern Highway verbindt. De N3 busdienst tussen Perth en Geraldton van Transwa houdt enkele keren per week een stop in Ballidu.
Ballidu heeft een startbaan, Ballidu Aiport (ICAO: YBIU).
De spoorweg tussen Northam en Mullewa loopt door Ballidu en maakt deel uit van het Grain Freight Rail Network. Er rijden geen reizigerstreinen meer maar wel nog goederentreinen.

## Klimaat
Ballidu kent een warm steppeklimaat, BSh volgens de klimaatclassificatie van Köppen. De gemiddelde jaarlijkse temperatuur bedraagt er 18,4 °C. De gemiddelde jaarlijkse neerslag ligt rond 347 mm.

## Galerij

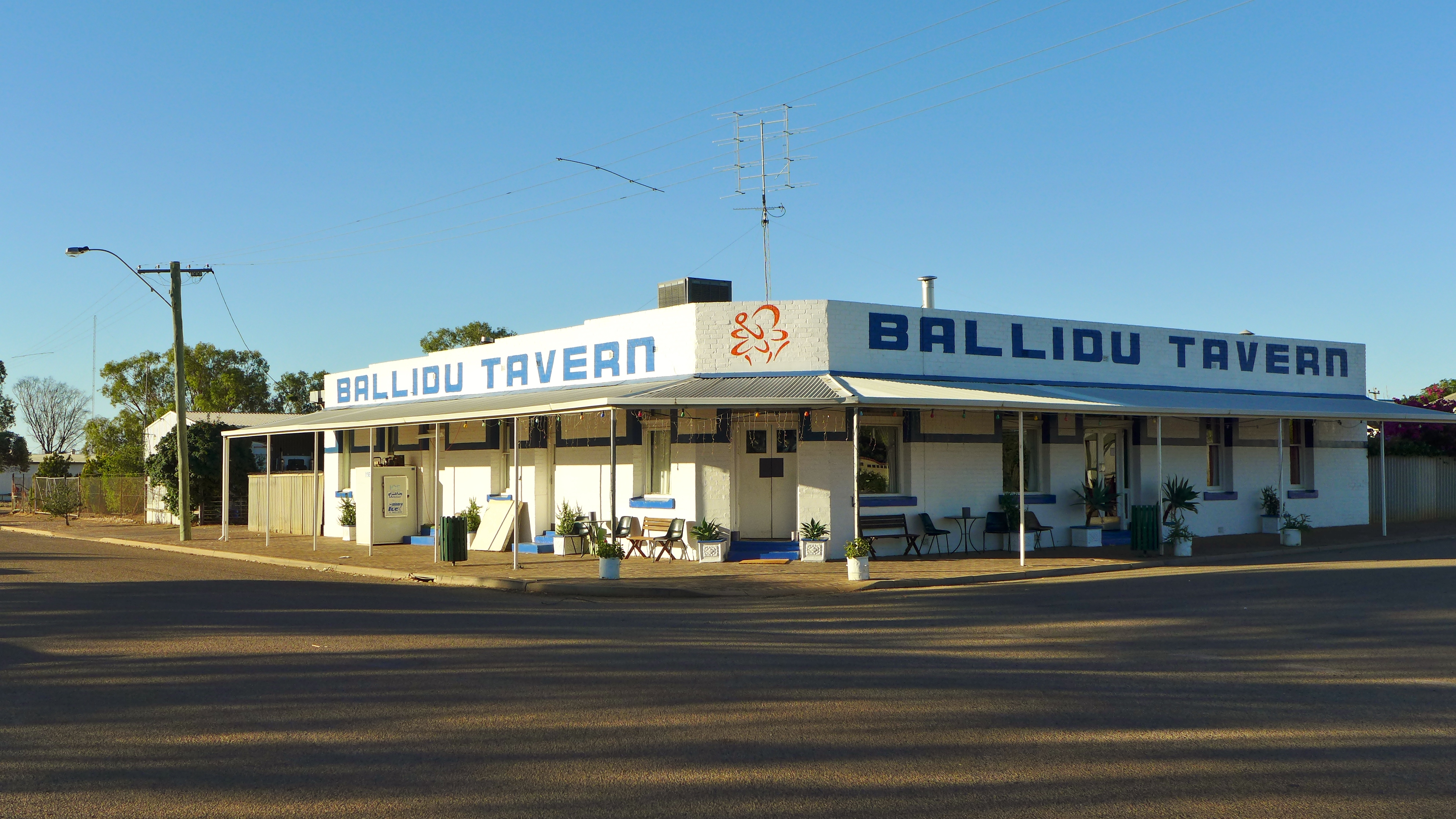
hotel uit 1922
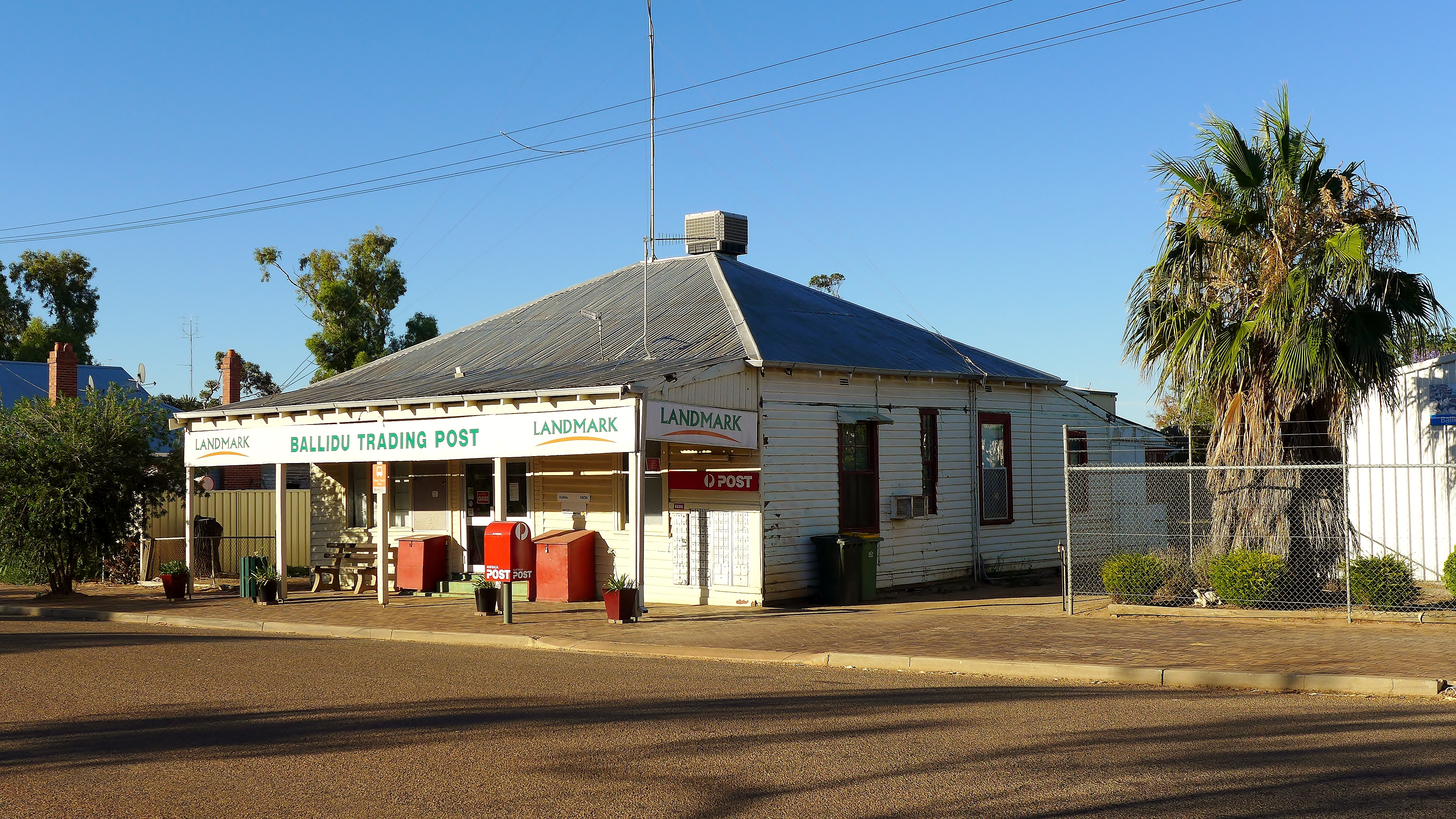
postkantoor uit 1922
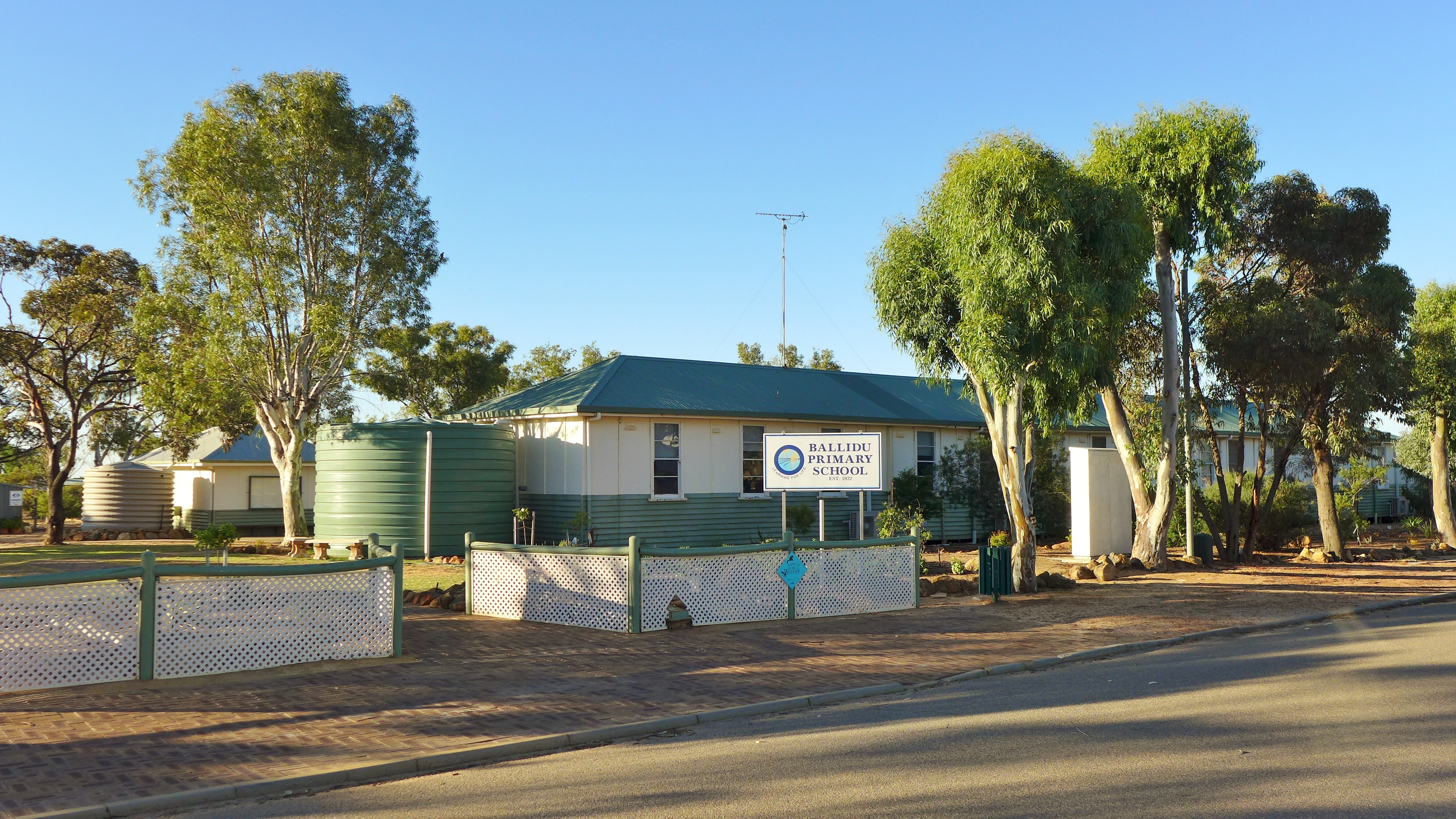
basisschool uit 1924
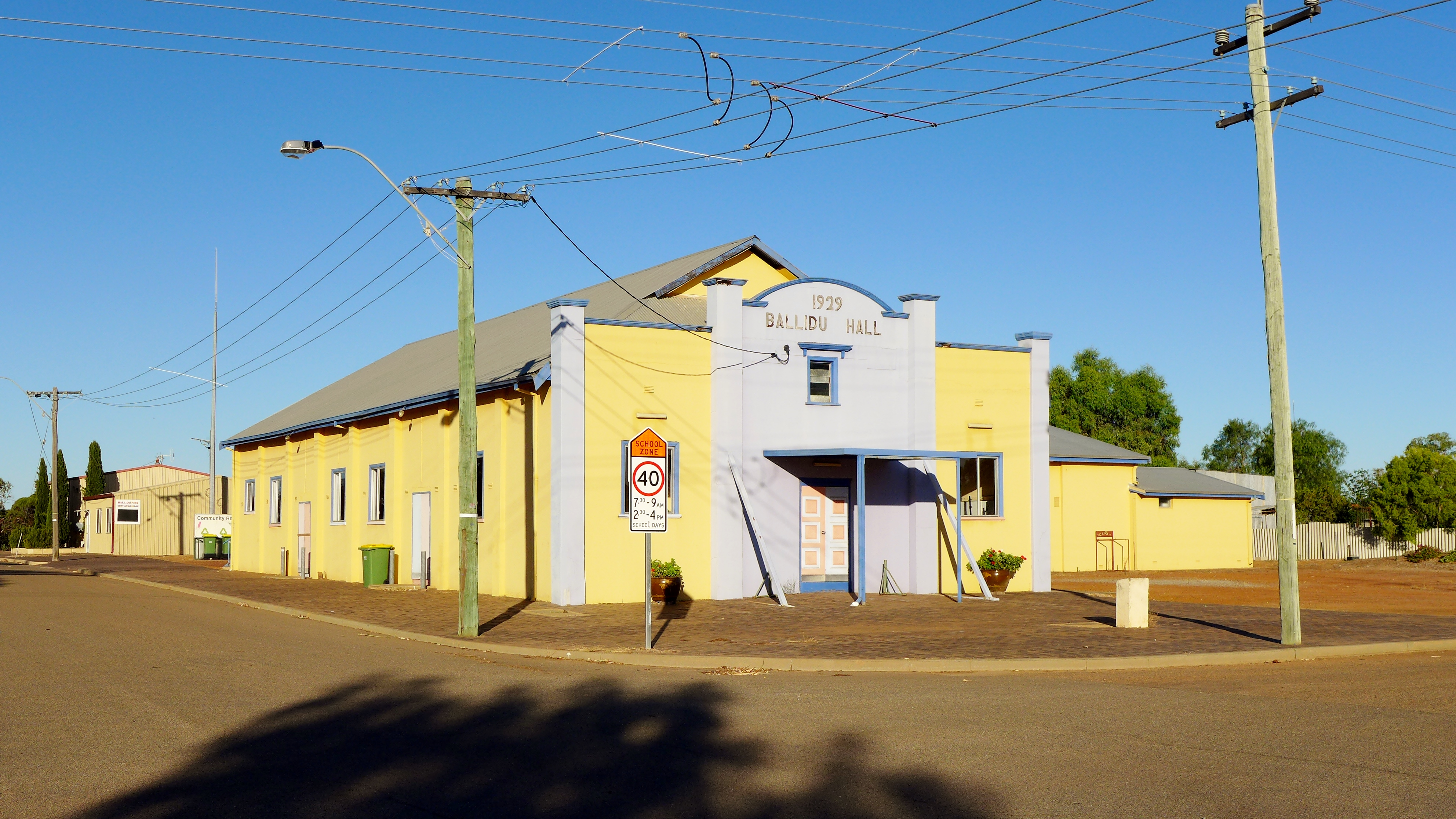
gemeenschapszaal uit 1929
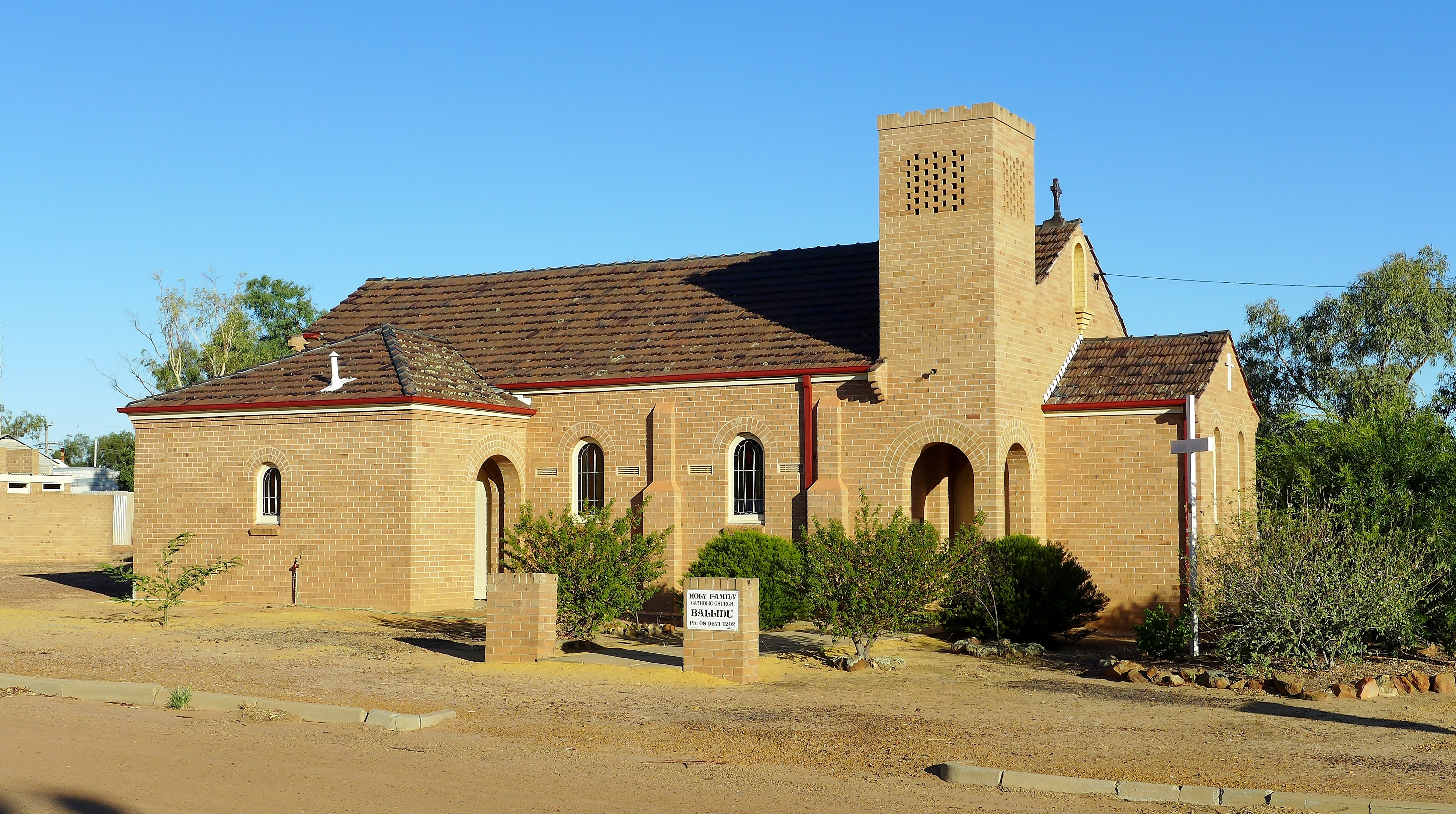
katholieke kerk uit 1959

Aldersyde · Amery · Ardath · Arthur River · Baandee · Babakin · Badgingarra · Badjaling · Bailup · Bakers Hill · Balkuling · Ballaying · Ballidu · Beacon · Beenong · Beermullah · Bejoording · Belka · Bencubbin · Bendering · Benjaberring · Beverley · Bilbarin · Bindi Bindi · Bindoon · Bodallin · Bolgart · Bonnie Rock · Boolading · Booraan · Brookton · Bruce Rock · Bullaring · Bullfinch · Bulyee · Bungulla · Buntine · Burakin · Burracoppin · Cadoux · Calingiri · Campion · Caraban · Carrabin · Cataby · Cervantes · Chandler · Chittering · Clackline · Cold Harbour · Congelin · Coomberdale · Copley · Corrigin · Cowcowing · Crossman · Cuballing · Culbin · Cunderdin · Dalwallinu · Dandaragan · Dangin · Darkan · Dattening · Dongolocking · Doodlakine · Dowerin · Dudinin · Dumbleyung · Duranillin · Dwarda · Ejanding · Elabbin · Erikin · Gabbin · Gingin · Goomalling ·  Grass Valley · Greenhills · Guilderton · Gwambygine · Harrismith · Highbury · Hines Hill · Holt Rock · Hyden · Jelcobine · Jennacubbine · Jennapullin · Jitarning · Jurien Bay · Kalannie · Karlgarin · Kellerberrin · Kondinin · Kondut · Koojan · Koolyanobbing · Koorda · Korbel · Korrelocking · Kukerin · Kulin · Kulja · Kulyaling · Kunjin · Kununoppin · Kweda · Kwelkan · Kwolyin · Lancelin · Lake Brown · Lake Grace · Lake King · Ledge Point · Manmanning · Marvel Loch · Meckering · Meenaar · Merredin · Miling · Minnivale · Mogumber · Mokine · Moodiarrup · Mooliabeenee · Moora · Moorine Rock · Moorumbine · Moulyinning · Mount Hardey · Mount Kokeby · Mount Walker · Muchea · Mukinbudin · Muntadgin · Nalya · Nangeenan · Narembeen · Narrogin · New Norcia · Newdegate · Nilgen · Nokaning · North Bannister · Northam · Nukarni · Nungarin · Pantapin · Piawaning · Piesseville · Pingaring · Pingelly · Pithara · Popanyinning · Quairading · Quindanning · Regans Ford · Seabird · Shackleton · Southern Cross · Spencers Brook · Tammin · Tincurrin · Toodyay · Trayning · Varley · Wagin · Walebing · Walgoolan · Wandering · Wannamal · Watheroo · Welbungin · West Dale · West Toodyay · Westonia · Wialki · Wickepin · Wilbinga · Williams · Wongan Hills · Woodridge · Wubin · Wundowie · Wyalkatchem · Yealering · Yelbeni · Yellowdine · Yilliminning · Yerecoin · York · Yorkrakine · Yornaning · Yoting · Youndegin